# Anomala nigrosuturata
Anomala nigrosuturata är en skalbaggsart som beskrevs av Benderitter 1924. Anomala nigrosuturata ingår i släktet Anomala och familjen Rutelidae. Inga underarter finns listade i Catalogue of Life.